# Posledice
Posledice (tiếng Anh: Consequences) là một bộ phim tâm lý tiếng Slovenia năm 2018 của đạo diễn Darko Štante. Được coi là bộ phim có chủ đề LGBT đầu tiên từng được thực hiện ở Slovenia, bộ phim có sự tham gia của Matej Zemljič trong vai Andrej, một thiếu niên gặp rắc rối, bị kết án tù trong một trại giam thanh thiếu niên sau một loạt các tội ác nhỏ nhặt, và thấy mình bị thu hút bởi tình dục và lãng mạn đối với Željko (Timon Šturbej). trưởng nhóm tự bổ nhiệm và lôi cuốn của các chàng trai trong trung tâm.
Bộ phim đã có buổi ra mắt sân khấu trong chương trình Discovery tại Liên hoan phim quốc tế Toronto 2018, trước khi có buổi chiếu đầu tiên ở Slovenia tại Liên hoan phim tiếng Slovenia. Nó đã giành được một số giải thưởng tại Liên hoan phim tiếng Slovenia, bao gồm Đạo diễn xuất sắc nhất, Nam diễn viên xuất sắc nhất (Zemljič), Nam diễn viên phụ xuất sắc nhất (Šturbej), Giải thưởng Khán giả và Giải thưởng của Ban phê bình phim Slovenia.
Bộ phim được phát hành tại sân khấu ở Slovenia vào tháng 10 năm 2018, và đã phân phối quốc tế hạn chế vào năm 2019.